# Schloss Laurenburg

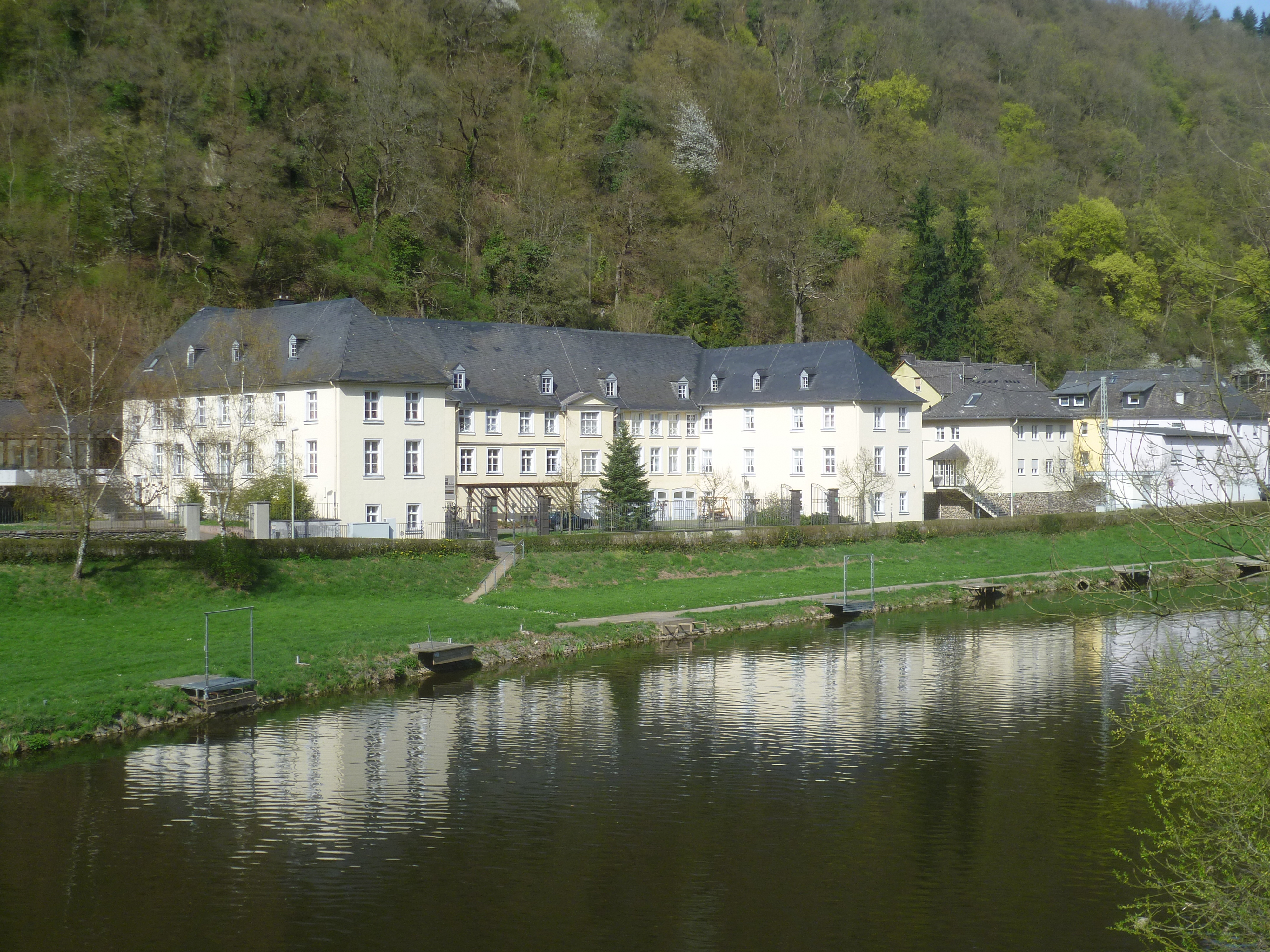
Das Schloss Laurenburg

Das Schloss Laurenburg befindet sich unterhalb der Burg Laurenburg im Gebiet der Ortsgemeinde Laurenburg im Rhein-Lahn-Kreis in Rheinland-Pfalz.

## Beschreibung
Das schlichte, kleine Schloss wurde im Auftrag der Fürsten von Anhalt-Bernburg als Sommersitz errichtet. Der dreiflügelige Bau umfasst zwei Geschosse und beherbergte unter anderem die Bergwerksdirektion der Grube Holzappel, einer Tochtergesellschaft des Unternehmens Stolberger Zink. Heute ist es ein Wohnheim für Behinderte der Stiftung Scheuern.
Eine Besichtigung ist nur von außen möglich. Das Schloss gehört zu den Kulturdenkmälern in Laurenburg.